# Дали-Байский автономный округ
Дали́-Ба́йский автоно́мный о́круг (кит. упр. 大理白族自治州, пиньинь Dàlǐ Báizú Zìzhìzhōu; бай: Dablit Baifcuf zibzibzox) — автономный округ в провинции Юньнань, Китай.

## История
В VII веке племена, жившие вокруг озера Эрхай, образовали шесть княжеств-чжао. В начале VIII века они стали вассалами Тибетской империи. Так как в это время шли танско-тибетские войны, то танский Китай поддержал князя Пилогэ, который объединил княжества и создал вассальное по отношению к империи Тан государство. Так как это «чжао» находилось далеко на юге, то оно получило название Наньчжао («южное чжао»).
В X веке государство Наньчжао прекратило своё существование, а в середине X века появилось государство Дали. В середине XIII века государство Дали было завоёвано монголами. Монголы стали править завоёванными землями из Куньмина, а здесь был создан Далиский регион (大理路). После того, как в 1382 году юньнаньские земли были завоёваны войсками империи Мин, «регионы» были переименованы в «управы» — так появилась Далиская управа (大理府). В середине XIX века здесь разразилось Пантайское восстание, в результате подавления которого регион сильно пострадал. После Синьхайской революции в Китае была проведена реформа структуры административного деления, в ходе которой управы были упразднены, и Далиская управа была ликвидирована.
После вхождения провинции Юньнань в состав КНР в 1950 году был образован Специальный район Дали (大理专区), состоящий из 14 уездов и района Сягуань (下关区), в котором разместились власти специального района. В марте 1951 года район Сягуань был преобразован в город Сягуань (下关市). В ноябре 1952 года уезд Мяньнин (缅宁县) был передан в состав нового Специального района Мяньнин (缅宁专区). В 1955 году город Сягуань был выведен из состава Специального района Дали и подчинён напрямую властям провинции.
Постановлением Госсовета КНР от 16 ноября 1956 года был создан Дали-Байский автономный округ, в состав которого вошли город Сягуань, 11 уездов из расформированного при этом Специального района Дали, а также 2 уезда из состава Специального района Лицзян (丽江专区); уезд Вэйшань (巍山县) был при этом разделён на Вэйшань-Ийский автономный уезд (巍山彝族自治县) и Юнцзян-Хуэйский автономный уезд (永建回族自治县). Власти автономного округа разместились в городе Сягуань.
В октябре 1958 года уезд Юньлун был присоединён к уезду Юнпин. В сентябре 1960 года город Сягуань и уезды Дали, Фэнъи и Янби были объединены в городской уезд Дали, уезды Дэнчуань и Эръюань были присоединены к уезду Цзяньчуань, уезды Миду и Биньчуань — к уезду Сянъюнь, а Вэйшань-Ийский автономный уезд и Юнцзян-Хуэйский автономный уезд были объединены в Вэйшань-И-Хуэйский автономный уезд. В 1961 году был воссоздан уезд Юньлун.
В марте 1962 года из городского уезда Дали был вновь выделен город Сягуань, а остальная территория (земли бывших трёх уездов) стала уездом Дали; также были воссозданы уезды Миду, Биньчуань и Эръюань (в состав которого вошли земли бывшего уезда Дэнчуань). В октябре 1962 года из уезда Дали был вновь выделен уезд Янби.
Постановлением Госсовета КНР от 14 сентября 1963 года (вступило в силу с 1965 года) из Вэйшань-И-Хуэйского автономного уезда был выделен Наньцзянь-Ийский автономный уезд.
Постановлением Госсовета КНР от 9 сентября 1983 года уезд Дали и город Сягуань были объединены в городской уезд Дали.
Постановлением Госсовета КНР от 11 июня 1985 года уезд Янби был преобразован в Янби-Ийский автономный уезд.

## Административное деление
Автономный округ делится на 1 городской уезд, 8 уездов, 3 автономных уезда:
| Карта | Карта                              | Карта              | Карта                        | Карта            | Карта         |
| --- | ---------------------------------- | ------------------ | ---------------------------- | ---------------- | ------------- |
| Дали Янби-Ийский · автономный уезд Сянъюнь Биньчуань Миду Наньцзянь-Ийский · автономный уезд Вэйшань-И-Хуэйский · автономный уезд Юнпин Юньлун Эръюань Цзяньчуань Хэцин |                                    |                    |                              |                  |               |
| Статус | Название                           | Иероглифы          | Пиньинь                      | Население (2010) | Площадь (км²) |
| Городской уезд | Дали                               | 大理市             | Dàlǐ shì                     |                  |               |
| Уезд | Сянъюнь                            | 祥云县             | Xiángyún xiàn                |                  |               |
| Уезд | Биньчуань                          | 宾川县             | Bīnchuān xiàn                |                  |               |
| Уезд | Миду                               | 弥渡县             | Mídù xiàn                    |                  |               |
| Уезд | Юнпин                              | 永平县             | Yǒngpíng xiàn                |                  |               |
| Уезд | Юньлун                             | 云龙县             | Yúnlóng xiàn                 |                  |               |
| Уезд | Эръюань                            | 洱源县             | Ěryuán xiàn                  |                  |               |
| Уезд | Цзяньчуань                         | 剑川县             | Jiànchuān xiàn               |                  |               |
| Уезд | Хэцин                              | 鹤庆县             | Hèqìng xiàn                  |                  |               |
| Янби-Ийский автономный уезд | Янби-Ийский автономный уезд        | 漾濞彝族自治县     | Yàngbì Yízú zìzhìxiàn        |                  |               |
| Наньцзянь-Ийский автономный уезд | Наньцзянь-Ийский автономный уезд   | 南涧彝族自治县     | Nánjiàn Yízú zìzhìxiàn       |                  |               |
| Вэйшань-И-Хуэйский автономный уезд | Вэйшань-И-Хуэйский автономный уезд | 巍山彝族回族自治县 | Wēishān Yízú Huízú zìzhìxiàn |                  |               |

## Население
Согласно переписи населения 2000 года, в округе проживает 3296 тыс. чел.
Национальный состав (2000)
| Народ   | Численность | Доля    |
| ------- | ----------- | ------- |
| Китайцы | 1 659 730   | 50,35 % |
| Бай     | 1 081 167   | 32,8 %  |
| И       | 426 634     | 12,94 % |
| Хуэйцы  | 66 085      | 2,0 %   |
| Лису    | 31 972      | 0,97 %  |
| Мяо     | 10 967      | 0,33 %  |
| Наси    | 4 302       | 0,13 %  |
| Ачаны   | 3 330       | 0,1 %   |
| Прочие  | 12 365      | 0,38 %  |

## Культура
В Дали регулярно проводится праздник народностей «Саньюэцзе», который сопровождается показом традиционных костюмов, скачками, музыкальными выступлениями и ярмарками.